# Archotoma
Archotoma is een kevergeslacht uit de familie van de boktorren (Cerambycidae). De wetenschappelijke naam van het geslacht werd voor het eerst geldig gepubliceerd in 1978 door Quentin & Villiers.

## Soorten
Archotoma is monotypisch en omvat slechts de volgende soort:
- Archotoma lameerei (Burgeon, 1928)